# Trident Ploughshares
Die Trident Ploughshares sind eine Gruppe von Kernwaffengegnern, die auf friedlichem Weg für eine atomare Abrüstung Großbritanniens eintreten.
Der Name der von Angie Zelter 1997/1998 gegründeten Gruppierung knüpft an die US-amerikanische Pflugscharbewegung an, deren Name wiederum von einem Bibelzitat herrührt: „Er spricht Recht im Streit vieler Völker, er weist mächtige Nationen zurecht. Dann schmieden sie Pflugscharen aus ihren Schwertern und Winzermesser aus ihren Lanzen. Man zieht nicht mehr das Schwert, Volk gegen Volk, und übt nicht mehr für den Krieg.“ (Micha 4,3  bzw. Jesaja 2,4  in Antithese zu „Schmiedet Schwerter aus euren Pflugscharen und Lanzen aus euren Winzermessern!“ Joel 4,10 )
Ein besonderer Schwerpunkt der Bewegung liegt, wie der Name bereits andeutet, auf der Abrüstung der britischen Trident-Raketen, die von den U-Booten der Vanguard-Klasse getragen werden. Daher sind sowohl die Produktionsstätten der Raketen als auch die U-Boot-Basis Faslane-on-Clyde Ziele der Proteste. Vor den Marinebasen Faslane-on-Clyde und Devonport, wo die Atomreaktoren aufgefüllt werden, sowie vor dem Stützpunkt Coulport, wo die Sprengköpfe gelagert werden, sind seit Jahren permanente Protestcamps der Trident Ploughshares eingerichtet.
Die juristische Grundlage der Trident Ploughshares beruht auf den Erkenntnissen der Nürnberger Prozesse: Internationales Recht steht über nationalem Recht. 1996 befand der Internationale Gerichtshof den Einsatz sowie die Androhung eines Einsatzes von Atomwaffen, nicht aber deren Besitz,  für völkerrechtswidrig. Gemäß Artikel 96 der UN-Charta hat diese Entscheidung den Rang eines Gutachtens und ist somit nicht bindend. 
Mitglied bei Trident Ploughshares wird man durch Unterzeichnen des „pledge“ (dt. Gelöbnis, Versprechen), dem „TRI-DENTING IT HANDBOOK“. Die Unterzeichner werden „pledger“ genannt. Erzbischof Rowan Williams ist ein pledger. Trident Ploughshares hatte 1997 49 Gründungsmitglieder, 2005 gab es 226 Mitglieder.
Die Gruppe erhielt 2001 den Right Livelihood Award.